# Gouvernement Glavtchev II
République de Bulgarie
Glavtchev I Jeliazkov
Le gouvernement Glavtchev II (en bulgare : Правителство на Димитър Главчев) est le gouvernement de la république de Bulgarie en fonction depuis le 27 août 2024.

## Historique et coalition
Dirigé par le Premier ministre sortant conservateur Dimitar Glavtchev, ce gouvernement exerce la direction de l'État jusqu'à la tenue des élections législatives anticipées du 27 octobre 2024. À ce titre, il n'est soutenu par aucun parti politique.
Il est formé à la suite de l'échec de la formation d'un gouvernement à la suite des élections législatives bulgares de juin 2024.
Il succède donc au gouvernement précédent du gouvernement Glavtchev I.

### Formation
Les élections législatives bulgares de juin 2024 ne permettent pas de former un gouvernement. Le 22 août, après l'échec par trois fois des partis politiques à former un gouvernement, le président de la République Roumen Radev charge Dimitar Glavtchev de former un gouvernement d'ici le 26 août, ce qu'il fait. Le président Radev approuve le gouvernement le jour même, et fixe le lendemain la date du scrutin au 27 octobre.

## Composition
- Par rapport au gouvernement Glavtchev I, les nouveaux ministres sont indiqués en gras, ceux ayant changé d'attributions en italique[5].

| Portefeuille                                               | Titulaire | Titulaire           | Parti       |
| ---------------------------------------------------------- | --------- | ------------------- | ----------- |
| Premier ministre intérimaire                               |           | Dimitar Glavtchev   | GERB        |
| Vice-Première ministre Ministre des Finances               |           | Lyudmila Petkova    | Indépendant |
| Ministre de l'Intérieur                                    |           | Atanas Ilkov        | Indépendant |
| Ministre de la Défense                                     |           | Atanas Zaprianov    | Indépendant |
| Ministre de la Santé                                       |           | Galya Kondeva       | Indépendant |
| Ministre du Développement régional et des Travaux publics  |           | Violeta Komitova    | Indépendant |
| Ministre de l'Éducation et de la Science                   |           | Galin Tsokov        | Indépendant |
| Ministre des Affaires étrangères                           |           | Ivan Kondov         | Indépendant |
| Ministre de la Justice                                     |           | Maria Pavlova       | Indépendant |
| Ministre de la Culture                                     |           | Nayden Todorov      | Indépendant |
| Ministre de l'Environnement et des Eaux                    |           | Petar Dimitrov      | Indépendant |
| Ministre de l'Agriculture, de l'Alimentation et des Forêts |           | Georgi Tahov        | Indépendant |
| Ministre de l'Innovation et de la Croissance               |           | Rosen Karadimov     | BSP         |
| Ministre de l'Administration électronique                  |           | Valentin Mundrov    | Indépendant |
| Ministre des Transports et des Communications              |           | Krasimira Stoyanova | Indépendant |
| Ministre du Travail et des Affaires sociales               |           | Ivaïlo Ivanov       | Indépendant |
| Ministre de la Jeunesse et des Sports                      |           | Georgi Glouchkov    | Indépendant |
| Ministre de l'Économie et de l'Industrie                   |           | Petko Nikolov       | Indépendant |
| Ministre de l'Énergie                                      |           | Vladimir Malinov    | Indépendant |
| Ministre du Tourisme                                       |           | Evtim Milochev      | Indépendant |
| Ministre de la Jeunesse et des Sports                      |           | Georgi Glouchkov    | Indépendant |